# 伊集院静
伊集院 静（いじゅういん しずか、1950年〈昭和25年〉2月9日 - 2023年〈令和5年〉11月24日）は、山口県出身で宮城県を拠点に活動していた作家、作詞家。作詞家としての筆名は伊達 歩（だて あゆみ）、本名は西山 忠来（にしやま ただき）。

## 来歴

### 生い立ち
1950年生まれ、山口県防府市出身の在日韓国人2世である。出生当時の氏名は「趙 忠來」（チョ・チュンレ、ハングル表記では조충래）であったが、日本に帰化した際、西山 忠来（にしやま ただき）に変えた。
山口県立防府高等学校、立教大学文学部日本文学科卒業。同大学ではなく美術大学に進学するつもりでいたが、当時義兄（実姉の夫）の高橋明が読売ジャイアンツの野球選手だった影響で高校の夏休みを利用して東京に行った折、長嶋茂雄本人から「野球をするのならセントポール（立教）に行きなさい」と言われ、その一言で立教大学への進学を決めた。野球部の寮に文学全集を持ち込んで入寮したため、変わった新入部員として注目の的になった。肘を壊したため野球部は途中で退部した。1972年に大学を卒業。

### ディレクターとして
広告代理店シマ・クリエイティブハウスに勤務を経てCMディレクターになる。一般女性と最初の結婚。二児をもうけるが、1980年に離婚。松原みき、松任谷由実（1979年「OLIVE」〜1981年「水の中のASIAへ」）、松田聖子、薬師丸ひろ子、和田アキ子らのツアーのほかファッションショーも手がける。またレイジーのプロデュースも手掛け、レイジーがそれまでのアイドル路線を捨てハードロック路線に転換するきっかけを作った。

### 作家として
1981年、『小説現代』に『皐月』を発表し作家デビュー。代表作に『機関車先生』。山口県防府市を舞台とした自伝性の強い『海峡』三部作等がある。1984年8月27日に、かつてカネボウ化粧品の「クッキーフェイス」のCMキャンペーンガールで一緒に仕事をした女優の夏目雅子と7年の不倫交際の後再婚したが、夏目は1985年9月11日に急逝。
伊達歩（だて あゆみ）の名で作詞家としても活動。近藤真彦にはデビュー当時から多数の作詞を提供しており、その中でも『愚か者』が1987年に第29回日本レコード大賞を受賞した。他にも『ギンギラギンにさりげなく』などのシングル・ヒット曲があり、2015年には伊達歩提供作品のみの楽曲を集めたアルバム三十五周年 近藤真彦×伊集院静=二十四曲が発売されている。
1992年7月15日、『受け月』で直木賞を受賞する。同年8月7日に現在の妻で女優の篠ひろ子と再々婚した。
1993年、『乳房』『クレープ』が映画化、1997年、『機関車先生』がアニメ映画化し声優として参加している。更に2004年には実写映画化された。その他、テレビ化されたのは「夕空晴れて」「海峡」「あづま橋（橋の雨）」など。 また、2005年「ツキコの月」が帝国劇場、中日劇場において舞台化された。

### 晩年、死去
2020年1月21日、くも膜下出血で倒れて病院に救急搬送され、翌22日に手術を受ける。2月に退院し、3月12日にコメントを発表。同月下旬、リハビリ病院を退院。
2023年10月27日、肝内胆管がんとの診断を受け、治療と静養のため執筆活動を休止することを明らかにしていた。しかし、その約1か月後の同年11月24日に死去した。73歳没。訃報は妻である篠ひろ子（名義は西山博子）が発表したコメントにより公表された。冨士霊園の文学者の墓に埋葬された。

## 作風
過去に『週刊文春』で掲載されていた「二日酔い主義」、堂本剛と共著の「きみとあるけば」「ずーっといっしょ」、角川文庫等エッセイも数多く出しており、その小説やエッセイの随所に様々な花が登場するほどの花好きな作家としても知られる。
生前はサントリーが出す新聞広告コラムとして、初代担当者の山口瞳の後を引き継ぐ形で二代目担当として4月1日の『新社会人おめでとう』、成人の日の『新成人おめでとう』を執筆していた。

## 人物
筆名
「伊集院静」というペンネームは実は自身に付けられたものではなく、ある小さな広告代理店に入社予定になっていた女性のコピーライターにつけられるはずの名前であった。本人は仕事は「趙」で行うつもりであったが、そこの社長が人が入ってくると本名で仕事をさせないと云う考えの持ち主だったこともあり、ある時、スポンサーへのプレゼンテーション時にある程度知られていた「趙」を使うのがあまり良くないと判断され、「今日はこれでやってください」と渡された名刺に印刷してあったのが「伊集院静」であった。
趣味・嗜好
趣味は野球観戦、麻雀、競馬、競輪、ボクシング、美術鑑賞、ゴルフ。高校、大学と野球部所属。
競輪と麻雀を中心にギャンブルにも造詣が深く、『週刊大衆』で『静と理恵子の血みどろ絵日記』を共筆している西原理恵子はおけら先生と呼んでいた。
住居
1992年（平成4年）に結婚した篠ひろ子の出身地である宮城県仙台市に、1996年（平成8年）より、ともに居住している。東京でのホテル住まい（御茶ノ水・山の上ホテルを長らく定宿としていた）、取材での国外滞在も多く、仙台に居るのは1年のうち1ヶ月位の年もあった。
2014年に伊集院は小説『愚者よ、お前がいなくなって淋しくてたまらない』を発表した。そこに夏目雅子を想起させる記述があった。過去に伊集院が夏目を題材にした作品はなく、東日本大震災で仙台の自宅が壊れた体験から、死を身近に考えるようになり、死をテーマにした自伝的小説を書こうと思った。人の死を書くんなら、雅子のことを避けて通れないと考えたと交流のある記者に語っている。現在の妻である篠ひろ子に、雅子のこと、書いていいかと相談すると、「いいんじゃないですか」と温和に了承されたという。「嫌だって言ったら一切書かなかった。俺にとっては、雅子より生きている人間の方が大事だからよ」と答えた。さらに、かつて、松井秀喜に「女優を嫁にするな、99％は自分勝手だから。でも俺は、例外の1％に2回連続で出会うことが出来たんだ」と言った。
東京については、生涯のほとんどを過ごしているにも拘らず未だなじめず、故郷・防府に対しても「安堵はない」、仙台に至っては、犬が中心の家の片隅で仕事と競輪をやっているだけとエッセイで書いたことがある。2011年（平成23年）3月11日に発生した東北地方太平洋沖地震（東日本大震災）の際には、主な被災地のひとつであった仙台で遭遇、家族や犬らとともに暫くのあいだ被災地生活を経験した。
神奈川県の逗子なぎさホテルは、結婚前の7年間を過ごした下宿先であり、後の妻・夏目雅子との愛をはぐくんだ場所でもある。
交友
自らは右投げ左打ちの外野手として大学まで野球をやっていたこともあり、また元義兄（実姉の夫）の高橋明がかつて読売ジャイアンツの投手だった関係で長嶋茂雄とは長嶋の現役当時から知己を得る。立教大学野球部時代の同期には読売ジャイアンツにドラフト1位指名された横山忠夫がおり、1968年春の東京六大学野球新人戦準決勝の明治大学戦ではその横山の代打で出場して安打を放ったこと、また翌1969年の春季新人戦の法政大学戦では中堅手として先発出場している記録も現存する。また長嶋の愛弟子であった松井秀喜に対する傾倒ぶりは尋常でなく、2007年には松井を題材にした著書を出版している。
野球以外のその他にも芸能界、スポーツ界ともに人脈が広かった。競馬騎手の武豊は伊集院に大津びわこ競輪場に連れて行ってもらったことが自身が競輪にハマるきっかけになったことを語っている。
大和和紀の夫（雑誌編集者）とは長年親交があり、大和は『天使の果実2』の付録漫画、文庫版『瑠璃を見たひと』の解説の中で伊集院の意外な一面を暴露している。また、作詞家の阿木燿子は伊集院を「酒場ではいつもニコニコしてて、罪作りな程女性には優しい」と文庫版『白秋』の解説で評している。
紫綬褒章
伊集院は2016年秋の褒章で紫綬褒章を受章したが、その際の事前の内閣府からの打診に対して自身の事務所スタッフに「丁寧にお断りするよう」指示していた。しかし受章の話を聞いた妻の篠ひろ子が防府在住の自身の老母に電話で紫綬褒章受章の話についてしたところ、母から電話口で「この話（紫綬褒章）は絶対に受けなさい。お父様（伊集院の父）が生きていたら絶対に怒ります。」などと説諭されたことから、伊集院は受章の打診を受諾することを決めたと語っている。

## 家族
女優で作家の西山繭子は最初の妻との実娘、ファッションコーディネーターの西山栄子は実姉にあたる。かつて読売ジャイアンツに在籍した高橋明投手は元義兄（長姉の夫）。また、小達敏昭は2人目の妻である夏目雅子の実弟、沼澤聖一は3人目の妻である篠ひろ子の兄、青山隼は篠の甥にあたる。楯真由子は夏目の実姪、田中好子の継子にあたり、篠との交流から女優を志したという。
夏目雅子
妻子がいた頃からの長い不倫関係だった。
長編小説『潮流』は、広告業界を舞台に、夏目雅子との出会いと共に仕事をしたCF、「アラビアのフロレンス」さながらの「日に焼けない小麦色」を制作していたディレクター時代に材を取って書かれた。後に大和和紀により『天使の果実』のタイトルで漫画化（講談社 全3巻）された。
エッセイ、小説を含め、夏目雅子をモデルに書かれたものは少ない。夏目の没後25年目に『真っ白な壁』と題した彼女の思い出についての手記を執筆している。執筆にいたった経緯として「今の妻の両親が亡くなって3年経った。両親が生きている間は書かないと約束をしていた」と語っている。
夏目が闘病中、1億円程の治療費があれば米国での手術も受けさせる事が出来た。しかし当時の伊集院にはその金額が用意できず、それから「二度と金で揺さぶられる人生はしない、どれだけ金を積んできてもビクとも動かない生き方をしていこう」と誓ったという。
西山繭子
娘の西山繭子が小説を出版した際に連絡を取ったが「ああ、そうですか」とそっけない反応だったと語っていた。

## 受賞歴
- 1991年『乳房』で第12回吉川英治文学新人賞
- 1992年『受け月』で第107回直木賞
- 1994年『機関車先生』で第7回柴田錬三郎賞
- 2002年『ごろごろ』で第36回吉川英治文学賞
- 2014年『ノボさん 小説 正岡子規と夏目漱石』で第18回司馬遼太郎賞
- 2016年 紫綬褒章[26]
- 2021年 第50回 ベストドレッサー賞 学術・文化部門[31]
- 2023年 第65回日本レコード大賞特別功労賞[32]

## 作品
1980年代
- 『あの子のカーネーション』（文藝春秋 1989年 のち文庫）
- 『三年坂』（講談社 1989年 のち文庫）

1990年代
- 『神様は風来坊』（文藝春秋 1990年 のち文庫）
- 『乳房』（講談社 1990年のち文庫、文春文庫）
- 『時計をはずして』（文藝春秋 1991年 のち文庫）
- 『海峡』（新潮社 1991年 のち文庫（幼年篇））
- 『峠の声』（講談社 1992年 のち文庫）
- 『白秋』（講談社 1992年 のち文庫）
- 『ともかく静かに』（長友啓典画 講談社文庫 1992年）
- 『受け月』（文藝春秋 1992年 のち文庫、講談社文庫）
- 『瑠璃を見たひと』（角川書店 1992年 のち文庫）
- 『遠い昨日』（講談社文庫 1993年）
- 『あづま橋』（集英社 1993年 のち文庫、講談社文庫）
- 『潮流』（講談社 1993年 のち文庫）
- 『女神の日曜日 ぐうたら作家の困った毎日』（徳間書店 1993年 のち角川文庫）
- 『夢は枯野を 競輪躁鬱旅行』（講談社 1993年 のち文庫）
- 『機関車先生』（講談社 1994年 のち文庫、集英社文庫・文春文庫）
- 『むかい風』（集英社 1994年 のち文庫）
- 『アフリカの燕』（文藝春秋 1994年 のち文庫）
- 『キャッチ・ボウル』（井伊孝彦共著 読売新聞社（よみうりのpicture books） 1994年）
- 『暇なのに忙しかった一日 ぐうたら作家のギャンブル放蕩記』（徳間書店 1994年 のち角川文庫）
- 『花』（稲越功一写真 講談社 1994年）
- 『半人前が残されて』（文藝春秋 1995年 のち文庫）
- 『とんぼ』（講談社 1995年）
- 『ジゴロ』（角川書店 1995年 のち文庫）
- 『水の手帳』（集英社 1995年 のち文庫）
- 『昨日スケッチ』（講談社 1996年 のち文庫）
- 『でく』（文藝春秋 1996年）
- 『空の画廊』（集英社 1996年 のち文庫）
- 『兎が笑ってる』（文藝春秋 1996年 のち文庫）
- 『水のうつわ』（幻冬舎文庫 1997年）
- 『ピンの一』（幻冬舎 1998年 のち文庫）
- 『プレゼント』（小学館文庫 1998年）
- 『冬の蜻蛉』（講談社文庫 1998年）
- 『春雷（海峡 少年篇）』（新潮社 1999年 のち文庫）
- 『グラスの底に』（集英社 1999年）
- 『オルゴール』（講談社文庫 1999年）

2000年代
- 『アフリカの絵本』（講談社 2000年「アフリカの王」文庫）
- 『岬へ（海峡・青春篇）』新潮社 2000年のち文庫）
- 『犬が西向きゃ尾は東』（角川文庫 2000年）
- 『可愛いピアス』（文藝春秋 2000年 のち文庫）
- 『ごろごろ』（講談社 2001年）
- 『母の男言葉』（文藝春秋 2001年 のち文庫）
- 『きみとあるけば』（朝日新聞社 2002年 のち角川文庫）
- 『白い声』（新潮社 2002年 のち文庫）
- 『眠る鯉』（文藝春秋 2003年 のち文庫）
- 『冬のはなびら』（文藝春秋 2003年 のち文庫）
- 『ずーっといっしょ。』（朝日新聞社 2003年 のち角川文庫）
- 『ねむりねこ』（講談社 2003年 のち文庫）
- 『ぼくのボールが君に届けば』（講談社 2004年 のち文庫）
- 『べっぴんの鯛』アートン （2004
- 『駅までの道をおしえて』（講談社 2004年 のち文庫）
- 『美の旅人』（小学館 2005 「美の旅人 スペイン編」文庫）
- 『旅行鞄にはなびら』（文藝春秋 2005年 のち文庫）
- 『ツキコの月』（角川書店 2005年 のち文庫）
- 『宙ぶらん』（集英社 2006年）のち文庫
- 『犬からひとこと』（アートン 2007年）
- 『坂の上のμ』（講談社文庫 2007年）
- 『ヒデキ君に教わったこと 野球で学んだこと』（講談社文庫 2007年）
- 『Modesty 松井秀喜つつしみ深い生き方』ランダムハウス講談社 2007年）
- 『美の旅人 フランスへ』（小学館 2007年 「美の旅人 フランス編」文庫）
- 『眺めのいい人』（ゴマ文庫 2007年）のち文春文庫
- 『ノボッチと木』（アシェット婦人画報社 2007年）
- 『峠の天使』（アシェット婦人画報社 2007年）
- 『羊の目』（文藝春秋 2008 のち文庫）
- 『タンタカとリンドン』（西日本新聞社 2008年）
- 『少年譜』（文藝春秋 2009年）
- 『作家の愛したホテル』（日経BP社 2009年）

2010年代
- 『志賀越みち』（光文社 2010年）
- 『お父やんとオジさん』（講談社 2010年）同時に文庫
- 『浅草のおんな』（文藝春秋 2010年）のち文庫
- 『ホームオブゴルフ』（宮沢正明写真 講談社文芸VISUAL 2010年）
- 『なぎさホテル』（デジタルブックファクトリー 2011年）
- 『いねむり先生』（集英社 2011年 のち文庫）
  - 能條純一の作画による漫画版あり（集英社グランドジャンプPREMIUM連載、ヤングジャンプ・コミックス・グランド 既刊3巻）
- 『作家の遊び方』（双葉社 2011年）のち文庫[注 2]
- 『男の流儀入門』（デジタルブックファクトリー 2011年）「伊集院静の流儀」文春文庫
- 『伊集院静の「贈る言葉」』（集英社 2012年）
- 『あなたに似たゴルファーたち』文春文庫、2012
- 『悩むが花 大人の人生相談』文藝春秋 2012 のち文庫
- 『ガッツン!』双葉社 2013 のち文庫
- 『逆風に立つ 松井秀喜の美しい生き方』角川書店 2013
- 『旅だから出逢えた言葉』小学館 2013
- 『ノボさん 小説正岡子規と夏目漱石』講談社 2013 のち文庫
- 『大人の男の遊び方』双葉社 2014 のち文庫
- 『銀座の花売り娘 二日酔い主義傑作選』文春文庫 2014
- 『愚者よ、お前がいなくなって淋しくてたまらない』集英社 2014
- 『それでも前へ進む』講談社 2014
- 『となりの芝生』文藝春秋 2014
- 『星月夜』文春文庫 2014
- 『無頼のススメ』新潮新書 2015
- 『琥珀の夢 小説 鳥井信治郎』（上・下2巻、集英社、2017年 のち文庫）
- 『文字に美はありや。』文藝春秋 2018 のち文春文庫
- 『イザベルに薔薇を』双葉社 2018
- 『日傘を差す女』文藝春秋 2018 文春文庫 2021
- 『一度きりの人生だから ～大人の男の遊び方2』双葉社 2019
- 『女と男の絶妙な話。』 文藝春秋 2019
- 『大人のカタチを語ろう。』 集英社 2019
- 『一生に一度旅してみたいゴルフコース 世界の名門22コース』日経新聞出版社 2019

2020年代
- 『親方と神様(伊集院静 少年小説集)』あすなろ書房 2020
- 『作家の贅沢すぎる時間ーそこで出逢った店々と人々ー』双葉社 2020
- 『いとまの雪 新説忠臣蔵・ひとりの家老の生涯 （上下）』KADOKAWA 2020

西原理恵子との「静と理恵子の血みどろ絵日誌」シリーズ（双葉社 のち角川文庫）
- アホー鳥が行く （2001年）
- それがどうした （2002年）
- ぜんぜん大丈夫 （2003年）
- たまりませんな （2005年）
- どうにかなるか （2006年）
- なんでもありか （2008年）

「夢のゴルフコースへ」宮本卓・写真シリーズ（学習研究社 のち小学館文庫）
- 夢のゴルフコースへ 米国西海岸編 （2004年）
- 美しきゴルフコースへの旅 （2004年）
- 夢のゴルフコースへ 米国ハワイ編 （2005年）
- 夢のゴルフコースへ 米国東海岸編 （2006年）
- 夢のゴルフコースへ スコットランド編 （2008年）

「大人の流儀」シリーズ（講談社）
- 大人の流儀（2011年）
- 続・大人の流儀（2011年）
- 別れる力 大人の流儀3（2012年）
- 許す力 大人の流儀4（2014年）
- 追いかけるな 大人の流儀5 (2015年)
- 不運と思うな。大人の流儀6 (2016年)
- さよならの力 大人の流儀7 (2017年)
- 誰かを幸せにするために 大人の流儀8 (2018年)
- いろいろあった人へ 大人の流儀Best Selection (2018年)
- ひとりで生きる 大人の流儀9 (2019年)

翻訳
- 『ロビンソン・クルーソー』（ダニエル・デフォー原作 講談社（痛快世界の冒険文学） 1999年）

## 作詞
特記以外は伊達歩名義で作詞している。
- 浅野ゆう子
  - サマーチャンピオン
- 朝比奈マリア
  - 昼さがり
- イーグルス
  - イーグル サムのマーチ
  - 走れ！ゴーインBOY
- 岩崎宏美
  - レンガ通りの恋人たち
  - 恋待草
- 宇崎竜童
  - 魚が飛び跳ねた日　The day the fish jumped（伊集院静名義）
  - THE BENCH ON THE STREET　～Sittin' on the dock of the bay（伊集院静名義）
- 宇崎竜童 & RUコネクション with 井上堯之
  - Finger（伊集院静名義）
  - 女以上に、美しい（伊集院静名義）
- 内田あかり
  - かたむいて（伊集院静名義）
  - バラを買う女（伊集院静名義）
  - 熟女炎上（伊集院静名義）
- 内山田洋とクール・ファイブ
  - Last Song（ラスト・ソング）
  - 星が見えない
- 太田裕美
  - WING
  - 小さなキャンバス
- 小野さとる
  - よこはまチャチャ
- 金井夕子
  - チャイナローズ
  - シャイニー グッドバイ
  - 氷海
  - 星と水の物語
- 狩人
  - ブラックサンシャイン
  - ラブ・イズ・ローリング
  - 消えたリージェ
- 河内淳一
  - Why
  - Forever
- KinKi Kids
  - やめないで,PURE
- 工藤静香
  - 蜜と棘（伊集院静名義）
- 倉沢淳美
  - ブルーメモリー
  - スウィートカレンダー
- クレスト・フォー・シンガーズ
  - サンタナへの道（日本語詞）
- 桑江知子
  - 真夜中のペーパープレーン
- 小泉今日子
  - 純ワル過激ハ粋っ美人
- 近藤真彦
  - ギンギラギンにさりげなく
  - 情熱☆熱風☽せれなーで
  - 真夏の一秒
  - 夢の長距離バス
  - 愚か者（萩原健一と競作）
  - さすらい
  - 反逆の華
  - BANKA 〜男たちの挽歌〜
  - 大人の流儀（伊集院静名義）
  - ホンモク・ラット
  - ついてこいブギ
  - さよならスウィング
  - 涙のナイフ
  - ルイのバラード
  - 今夜はおまえと…
  - 傷だらけのアヴェニュー
  - シャイニー・ガール
  - あの手この手はイマノウチ
  - もう一度キャロル
  - カモン・ロッキンロード
  - 流線スピリッツ
  - 理由なきロック
  - AISU
  - DANCIN'BABE
  - 綺麗（伊集院静名義）
  - 男（おまえ）が目を閉じるとき（伊集院静名義）
- サーカス
  - 夏のページ
- 西園寺たまき＆HIP
  - R&R GHQ
  - Fujiyama Mama ’82　
  - 東京ROSE
  - Lucky Strike
- 西城秀樹
  - POP'N ROLL SPRING（リトルガール収録曲）
  - OPEN TICKET（SONGS/西城秀樹）
  - SEE YOU TOMORROW（同上）
  - 美しき言葉を（BIG SUNSHINE/西城秀樹）
- 榊原郁恵
  - イエ! イエ! お嬢さん
- さとう宗幸
  - 向日葵の頃
  - 夢のあとさき
  - 何処へ
- 沢田研二
  - 甘い印象（伊集院静名義）
  - 夢見る時間（とき）が過ぎたら（伊集院静名義）
- シブがき隊
  - Farewell バロー・ギャング
- ジャッキー佐藤
  - もしも旅立ちなら
  - Ciscoを探せ
- J-FRIENDS
  - 届くといいね just wishing
- 須藤薫
  - FOOLISH（渚のポストマン）
  - 恋のビーチ・ドライバー
  - 悲しみのジュークハウス
  - 思い出のスクール・ラブ
  - 1950 TEAR-DROPS CALENDAR
  - 恋の雨音
- 清野由美
  - 恋は誘惑(Tu Es Marin)
  - Marvel Shadow
  - SEXY Claws
  - Caledonia Love Day
  - リオの魔法使い
  - サマーホテル
  - ディナーが終るまで
- 竹内まりや
  - 最後のタンゴ（伊集院静名義）
- 竹下景子
  - 真夜中の日時計
- 武田久美子
  - ギンガムBUS STOP
- 竹本孝之
  - だから、青春
  - 微笑みKEN!
  - 君は最高ミルキッス!
  - GOOD BYE 夏の瞳
  - 陽あたり良好
  - 青春 LOVE ROAD
  - ひびわれたヒロイン
  - 季節を止めて
- 田中好子
  - 恋に揺れて
- 田原俊彦
  - ザ・青春セイリング
- ちあきなおみ
  - 色は匂へど（伊集院静名義）
  - 五分前（伊集院静名義）
- 刀根麻理子
  - Flying in the twilight
- とんねるず
  - 笑ってあげよう
  - 真夜中の買うボーイ
  - 明日に向って打て
  - 飲むとの遭遇
  - どうにかなるさ
- 中村成幸
  - (A+B)×C=LOVE
- 中村雅俊
  - 憧れのSUMMER HOUSE
  - ガラスの鍵
- 中森明菜
  - ダウンタウンすと～り～
  - More もっと恋して
  - 傷だらけのラブ
  - BLUE BAY STORY（アルバム「SILENT LOVE」）
  - LITTLE PARTY（アルバム「SILENT LOVE」）
  - TERMINALまでのEVE（アルバム「SILENT LOVE」）
  - 星のX'MAS-BERRY ～A TENDER STAR（アルバム「SILENT LOVE」）
- 夏木マリ
  - ウィング（『Gメン'75』エンディングテーマ）
  - 夜汽車に吹かれて
- 新田純一
  - 避暑地のメリー
- NEWS
  - SNOW EXPRESS
  - 美しすぎて Beautiful Eyes
- 野村義男
  - グッドラック・ロード
- ハーリー木村
  - テクノボイジャー（アニメ『科学救助隊テクノボイジャー』オープニングテーマ）
  - 宇宙はひとつ（アニメ『科学救助隊テクノボイジャー』エンディングテーマ）
- 萩原健一
  - 愚か者よ（近藤真彦と競作）
  - 桜子
- 林明日香
  - SANCTUARY ～夢の島へ～（伊集院静名義）
- 早見優
  - ハニーな昼下り
- 広谷順子
  - 恋模様
  - キミの赤いほっぺにチューしちゃお
  - Memory by seaside　
  - 水色の街
- ピンク・レディー
  - DO YOUR BEST
  - 愛・GIRI GIRI
  - 愛しのニューオリンズ
  - 秘密のパラダイス
  - アラビアのロマンス
  - バージン
- 藤本房子
  - ごてんばあさん（テレビ静岡開局10周年記念ソング）
- ブレッド&バター
  - 渚に行こう
  - JULIANNE（岩沢幸矢、David Wallaceと共作）
- 前川清
  - 哀しみの終りに（伊集院静名義）
  - しばらくはここにいよう（伊集院静名義）
  - 春の旅人（伊集院静名義）
  - 人生の小瓶－OH MY LOVELY DAY－（伊集院静名義）
- 前田亘輝
  - 真冬のライオン（伊集院静名義）
  - でく（伊集院静名義）
  - みんながダイヤモンド（伊集院静名義）
- 水谷絵津子
  - 好きからKissの夏
  - パープルな出来事
  - 振り向いて気付いて
  - チュウイン・ラヴ
  - ロマンスですか？
  - ムーン・ライトにキスされて
- 水谷豊
  - Stranger
- 三井比佐子
  - ときめきサンバナイト　
  - ボートハウスで何ですか？　
  - 涙のファーストトレイン
  - 曲り角ならご用心
- 桃井かおり
  - エレベーターの女
  - パラドックス・ブルース
- 薬師丸ひろ子
  - 星紀行〜キャメルの伝説〜（伊集院静名義）
  - マリーンブルーの囁き（伊集院静名義）
  - 幸福の岸へ（伊集院静名義）
  - 風と光に抱かれて（伊集院静名義）
  - 日差しのSTEADY BOY（伊集院静名義）
  - ギンガムシャツに書いた勇気（伊集院静名義）
  - 夢の中へ（伊集院静名義）
  - 胸の振子
  - 二人の帰る場所（伊集院静名義）
- 山本達彦
  - 突風 〜SUDDEN WIND〜
  - 名画館 スクリーン
  - 雨上がりの海
  - カフェテラス
  - スブニール
  - 最上階
  - JUST FALLIN' IN LOVE
  - DREAMY DECEMBER
  - 麗夢（レイム）
  - 風のソネット
  - 夢は波にのって
  - サンライズ（訳詞）
  - メモリアル・レイン
  - ペーパー・ムーンの気分で
  - バースデイ
  - 時に残されて
  - アゲイン
  - 星を着た魔女
  - Love Letter on the Side Seat
- ラジ
  - ときどき魔法
  - 星に乗って
- レイジー
  - 感じてナイト
  - DREAMY EXPRESS TRIP
  - DREAMER（※捕作詞）
  - 天使が見たものは
  - TIME GAP
  - EARTH ARK（宇宙船地球号）
  - 僕らの国でも
  - 美しい予感
  - LONELY STAR（※補作詞）
  - ガラスのハート
  - 星のハーティー・ロード
- 和田アキ子
  - Will Way
  - 置時計
- 渡辺めぐみ
  - 誘われて南南西
  - スターダストで I Love You
  - 花占い　
  - くちづけを知らないティーン・エイジ
- 日本野球連盟
  - 我街の誇り（伊集院静名義）

## 映像化された作品
映画
- 乳房（1993年）
- クレープ（1993年）
- 機関車先生（2004年）
- 駅までの道をおしえて（2019年）

テレビドラマ
- いねむり先生（2013年）
- 拝啓 色川先生（2014年）原作『いねむり先生』
- 琥珀の夢（2018年）原作『琥珀の夢 小説 鳥井信治郎』

アニメ映画
- 機関車先生（1997年）

## メディア出演

### テレビ
- ETV特集「伊集院静 ダビンチをめぐる冒険」（2019年11月9日、NHK Eテレ）

### CM
- トヨタ自動車『SAI』（2009年 - 2010年）